# فیلیپو سیمئونی
فیلیپو سیمئونی (ایتالیایی: Filippo Simeoni؛ زادهٔ ۱۷ اوت ۱۹۷۱) دوچرخه‌سوار اهل ایتالیا است. وی در مسابقات تور دو فرانس شرکت کرده است.